# 지방도 제1005호선
지방도 제1005호선(서포 ~ 단성선)은 경상남도 사천시 서포면 비토리와 산청군 단성면 창촌삼거리를 잇는 경상남도의 지방도이다.
전 구간이 왕복 2차로로 구성되어 있으며, 비토도와 육지를 잇는 주요도로이며, 하동군과 산청군을 잇는 주요도로이기도 하다.

## 연혁
- 2001년 7월 12일 : 사천시 곤양면 무고리 ~ 하동군 북천면 직전리 3.34km 구간 개통[1]
- 2003년 2월 20일 : 노선 폐지 및 재지정[2][3]
- 2009년 10월 15일 : 지방도 노선 조정[4]
- 2010년 6월 17일 : 곤양 ~ 무고간 도로(사천시 곤양면 맥사리 ~ 무고리 원동삼거리) 구간 2.65km 확장 개통[5], 기존 사천시 곤양면 맥사리 ~ 무고리 총 1.836km 구간 폐지[6]

## 주요 경유지
- 사천시
  - 서포면 (하봉) - (낙지포) - 비토리 - (송도) - 비토교 - 검섬삼거리 - 선전리 - 서포초등학교 - 서포중학교 - (서포중입구) - 서포삼거리 - 구랑리 - 조도리 - 외구리 - (우티)
  - 곤양면 (우티) - 남문교 - 곤양 나들목 - 남문외리 - 서정리 - 곤양농공단지 - 곤양초등학교 서부분교 (폐교) - 맥사리 - 상평교 - 무고1교 - 무고2교 - 원동삼거리 - 만접교 - 무고리

- 하동군
  - 북천면 직전리 - (이명) - 북천역 - 북천면사무소 - 옥정리 - 대야교 - 서황리 - 화정리
  - 옥종면 정수리 - 하동요양원 - 정수교 - 양구리 - 양구삼거리 - 미산사거리 - 청룡교 - 옥종생태다목적복합센터 - 병천사거리 - 월횡교 - 월횡리 - 안계리 - 안계교 - 까막고개 - 종화교 - 종화리 - 두양리 - 옥종초등학교 두양분교(폐교) - 두양2교 - 두양교

- 산청군
  - 단성면 두양교 - 당산리 - 금만초등학교(폐교) - 창촌리 - 창촌삼거리

## 중복 구간
- 사천시 서포면 (서포중입구) ~ 서포삼거리 : 지방도 제1003호선과 중복
- 사천시 서포면 서포삼거리 ~ 곤양면 남문외리 : 국가지원지방도 제58호선과 중복
- 사천시 곤양면 남문외리 ~ 곤양초등학교 서부분교 (폐교) : 지방도 제1002호선과 중복
- 하동군 북천면 (이명) ~ 대야교 동단 : 국도 제2호선, 국가지원지방도 제58호선과 중복
- 하동군 옥종면 미산사거리 ~ 월횡리 : 지방도 제1014호선과 중복

## 도로명
- 사천시 서포면 (하봉) ~ (낙지포) : 용궁로
- 사천시 서포면 (낙지포) ~ 비토교 : 토끼로
- 사천시 서포면 비토교 ~ (우티) : 서포로
- 사천시 곤양면 (우티) ~ 남문외리 : 곤양로
- 사천시 곤양면 남문외리 ~ 하동군 북천면 (이명) : 곤북로
- 하동군 북천면 (이명) ~ 대야교 동단 : 경서대로
- 하동군 북천면 대야교 동단 ~ 산청군 단성면 창촌삼거리 : 옥단로